# Alun Bollinger
Alun Bollinger MNZM (* 1948) ist ein neuseeländischer Kameramann, der an mehreren Filmen von Peter Jackson und vielen anderen Filmen aus Neuseeland mitgewirkt hat. Er war auch Verantwortlicher für Kamera und Elektrik, unter anderem beim dritten Film von Jackson’s Trilogie Der Herr der Ringe. Er begann 1966 als Trainee als Kameramann bei der New Zealand Broadcasting Corporation (NZBS).
2005 erhielt er aus Anlass des Geburtstags der britischen Königin den New Zealand Order of Merit.
In dem 2008 veröffentlichten Dokumentarfilm Barefoot Cinema: The Art and Life of Cinematographer Alun Bollinger werden Leben und Werk von Bollinger behandelt. Er lebt mit seiner Frau Helen in Blacks Point bei Reefton an der West Coast Neuseelands.

## Filmographie (Auswahl)
als Kameramann
- 1981: Mach’s gut, Pork Pie
- 1984: Vigil
- 1985: Came a Hot Friday
- 1986: For Love Alone (Österreich)
- 1994: Heavenly Creatures
- 1995: Forgotten Silver
- 1995: Cinema of Unease
- 1996: The Frighteners
- 2003: Perfect Strangers
- 2004: Oyster Farmer (Australien)
- 2005: River Queen
- 2011: Love Birds – Ente gut, alles gut!